# 2-苯基丙二酸二乙酯
2-苯基丙二酸二乙酯是一种芳基丙二酸酯，用于合成一些巴比妥类药物，如苯巴比妥。

## 合成
2-苯基丙二酸二乙酯和其它丙二酸酯的合成方法不同，它通常通过草酸二乙酯和苯乙酸乙酯的间接克莱森缩合反应制得。这是常用方法，因为卤代芳烃的亲电性比卤代烷烃弱，丙二酸二乙酯的烷基化效果较差。使用碳酸铯和碘化亚铜可以克服这一困难。